# 田子信重
田子 信重（たご のぶしげ、1853年11月15日〈嘉永6年10月15日〉 - ?）は、日本の柔術家である。幼名を田子紋蔵という。

## 経歴

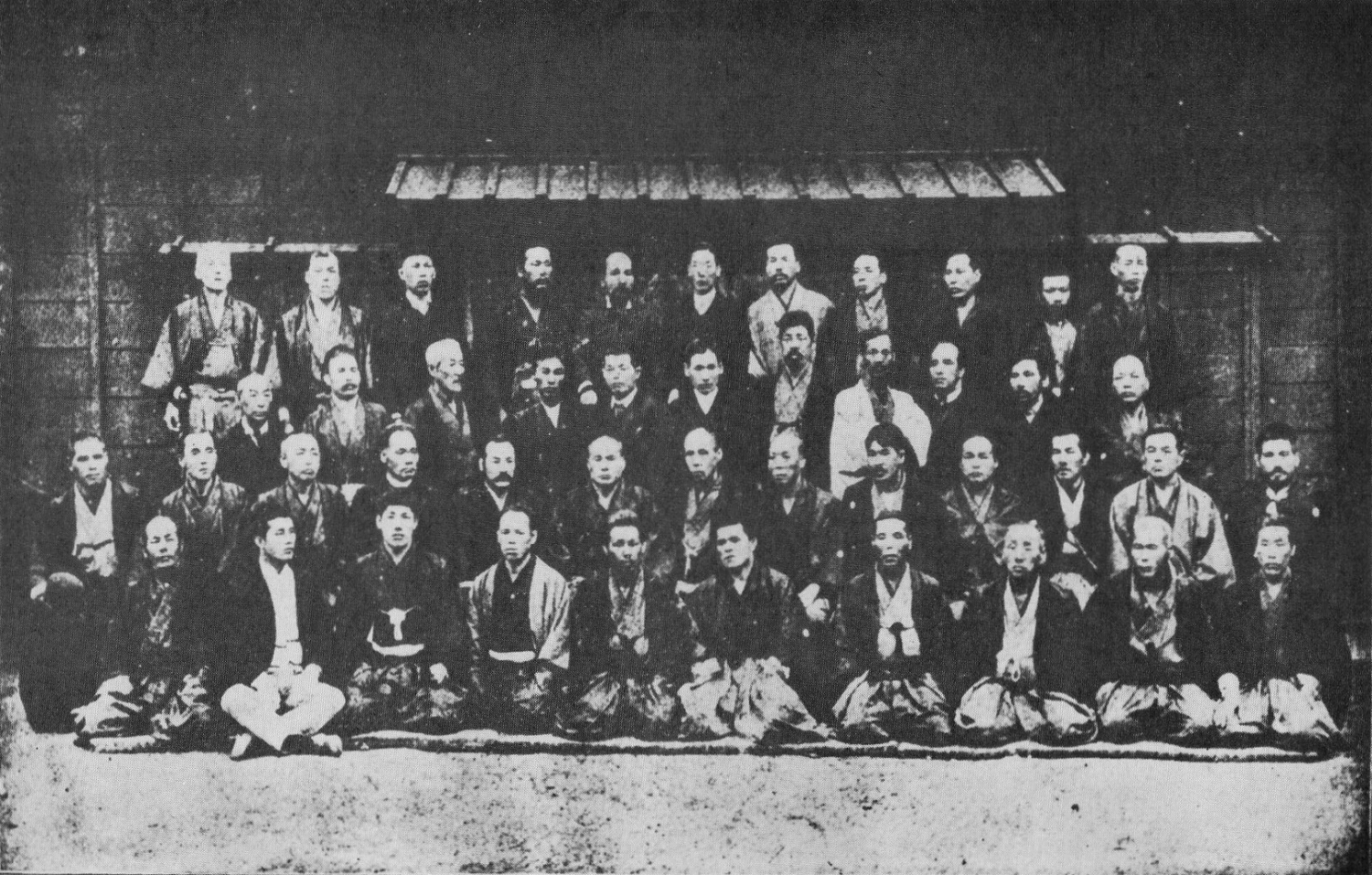
1888年（明治21年）ごろの警視庁武術世話掛
二列目左から五人目が田子信重

1853年11月15日（嘉永6年10月15日）に上野国群馬郡明治村字下村（現　吉岡町）に生まれる。幼名を田子紋蔵というが後に田子信重に改めた。
幼少より武術を好み荒木霞新流を学んだ後に、向部池端村の神保源十郎の門に入り天神真楊流を学ぶ。1879年（明治12年）に天神真楊流の免許を得た。
東京の天神真楊流四代目家元の磯又右衛門正信の死去に際して後見役道場師範代になることを懇望し、1883年（明治16年）上京して五代目磯又右衛門正幸と門下生に天神真楊流を指導した。
1883年7月（明治16年）に飯田町（現在の飯田橋）に道場を開設した。1886年（明治19年）深川亀住町に主張所を設けた。武名遠近に響き入門を乞う者が多かった。
1886年（明治19年）上田馬之助と渋川流の久富鉄太郎の推薦で警視庁武術世話掛に任命され石川島監獄所の柔道指南役を兼任した。
1890年（明治23年）諸流大家の推薦により天神真楊流柔術免許皆伝を得た。1891年（明治24年）京橋南紺屋町に移り数十名の門弟と数百名の門下生を指導した。田子道場の名は精武館という。
田子は温厚謹直の士で朝野の名士と交際が広く、海江田信義とは親友の間柄であった。1908年（明治41年）インド皇太子が来日した際に柔術を見るため田子の精武館を訪れている。

## 門人
「イギリス柔道の父 (the Father of British Judo)」と称された小泉軍治も田子信重の門人であった。
- 田子信重
  - 塩沢庄五郎
  - 松岡義信
    - 佐藤義光

  - 横溝一馬
    - 牛込岩尾
    - 牛込久雄

  - 間庭美治
    - 間庭重雄

  - 天野
  - 今井半六
  - 前田
  - 小泉軍治
  - 永菅藤市
  - 伊藤市平